# 曼德勒縣
曼德勒縣原為緬甸曼德勒省轄下的縣，其區域面積為911.8平方公里，2014年人口1,726,889人。該縣下分7個鎮區。該縣包含曼德勒（瓦城）及阿玛拉普拉兩城市。2022年4月30日分拆为马哈昂梅县、昂梅达赞县、阿玛拉普拉县。

## 鎮區
以下為曼德勒縣的鎮區：
- 鎮
  - 阿瑪拉普拉鎮（Amarapura Township）
  - 巴登枝鎮（Patheingyi Township）
- 區
  - 昂梅達贊區（Aungmyethazan Township）
  - 昌艾達贊區（Chanayethazan Township）
  - 昌妙達齊區（Chanmyathazi Township）
  - 馬哈昂梅區（Mahaaungmye Township）
  - 比基達貢區（Pyigyidagun Township）